# سناحة متوارية
سناحة متوارية (ويسمى أيضًا عنكبوت الزهر الوردي) (الاسم العلمي: Diaea evanida)، نوع من السناحة وفصيلة الذوطيات. توجد في كوينزلاند، أستراليا.